# B. B. Comer
Braxton Bragg Comer (Spring Hill, 7 novembre 1848 – Birmingham, 15 agosto 1927) è stato un imprenditore e politico statunitense.

## Biografia
Braxton Bragg Comer è stato un agricoltore, uomo d'affari, proprietario di schiavi e un politico democratico americano. Fu il 33º governatore dell'Alabama dal 1907 al 1911 e un senatore degli Stati Uniti nel 1920. Come governatore, ottenne la riforma della ferrovia, abbassando i tassi per le imprese in Alabama per renderle più competitivi con quelle di altri Stati. Aumentò i finanziamenti per il sistema scolastico pubblico, con conseguente aumento delle scuole rurali e scuole superiori in ogni contea per gli studenti bianchi, ottenendo infine un aumento del tasso di alfabetizzazione dello Stato.
Oltre ad interessarsi alla piantagione di 30.000 acri (120 km²) della sua famiglia, dedita alla produzione di mais e cotone, ebbe un interesse nelle miniere Comer vicino a Birmingham, note come Eureka Mines. Nel 1897 investì 10.000 dollari con la famiglia Trainer nello sviluppo delle fabbriche tessili nello stato, e fu nominato presidente della Avondale Mills, che si sviluppò a Birmingham, ricoprendo tale ruolo fino alla sua morte nel 1927.

### Infanzia e istruzione
Comer nacque il 7 novembre 1848 a Spring Hill, Alabama. Era il quarto figlio di John Fletcher e Catherine (Drewry) Comer. Come coltivatori, i genitori di Comer avevano costruito la loro ricchezza sulla base del lavoro degli schiavi, grazie in particolare al loro lavoro nelle piantagioni di cotone. B.B. Comer iniziò la sua formazione all'età di dieci anni sotto la tutela di E. N. Brown.
Nel 1864 Comer frequentò l'Università dell'Alabama, ma nell'aprile del 1865 fu costretto a partire quando le truppe del generale John T. Croxton bruciarono l'università. Si iscrisse poi all'Università della Georgia di Athens, dove entrò a far parte della Phi Kappa Literary Society. Si trasferì a Emory e all'Henry College in Virginia, dove si laureò nel 1869.

### Prima carriera professionale
Dopo la laurea, Comer tornò a Spring Hill e aiutò a gestire la piantagione di famiglia. Coltivò principalmente mais e cotone su quella che diventò poi una piantagione di 30.000 acri (120 km²). Continuò a gestire la piantagione nella contea di Barbour, con l'aiuto del fratello John, dopo aver trasferito la sua famiglia ad Anniston, nell'Alabama centro-orientale, nel 1885.

### Matrimonio famiglia
Nel 1872 Comer sposò Eva Jane Harris di Cuthbert, Georgia. Costruì una grande casa nella contea di Barbour. Lui e sua moglie rimasero sposati fino alla morte di lei il 6 marzo 1920, il giorno dopo che lui era stato nominato senatore dal governatore Kilby.

## Avondale Mills
Una delle imprese di Comer fu la Avondale Mills che, con l'aiuto dei suoi figli, divenne una delle più grandi aziende tessili dell'Alabama. La famiglia Trainer, che aveva un'azienda tessile a Chester, in Pennsylvania, progettava di espandere la sua attività nel sud attraverso la nuova e crescente città industriale di Birmingham. I Trainer offrirono dunque diverse azioni a vari leader aziendali, come Frederick Mitchell Jackson, Sr., che accettò di impegnare 150.000 dollari per portare i mulini a Birmingham. Jackson, presidente del Club Commerciale di Birmingham, precursore della Camera di Commercio dell'Area di Birmingham, si impegnò a "contribuire a dare lavoro a coloro che ne avevano bisogno nella giovane città in difficoltà di Birmingham". Il figlio di Comer, James McDonald Comer, ricordò poi che suo padre era motivato a partecipare al nuovo business "sentendo che Birmingham aveva bisogno di un'industria in grado di assumere sia donne che uomini".
Accettando gli impegni di partecipazione finanziaria degli imprenditori, i Trainer cercarono quindi un investitore locale che assumesse la presidenza dell'azienda. Nel 1897, si avvicinarono a Braxton Bragg Comer. Il futuro governatore accettò l'offerta, e investì 10.000 dollari nell'impresa. Dal 1897 fino alla sua morte nel 1927, fu presidente della Avondale Mills, dirigendo negli anni l'espansione continua verso nuovi siti.

Nel 1897 Comer costruì il primo mulino ad Avondale, un'area che sarebbe diventata parte di Birmingham. Durante il primo anno di attività, la Avondale Mills sfornò 4.000 balle di cotone. Nel 1898, impiegava 436 operai e generava 15.000 dollari di profitto. Quando B. B. Comer diventava governatore dell'Alabama nel 1907, Avondale Mills dichiarava 55.000 dollari di profitto e produceva quasi 8.000.000 di metri di materiale. Verso la fine del secolo, l'azienda aveva già posto le basi per lo sviluppo futuro.
"Avondale Mills iniziò con 30.000 fusi nel primo mulino di Birmingham e crebbe nei seguenti trent'anni fino a comprendere dieci mulini in sette comunità, per un totale di 282.160 fusi. I mulini includevano: Eva Jane, Central, Sally B e Catherine a Sylacauga; i mulini di cotone ad Alexander City, i mulini di Sycamore, Mignon e Bevelle Mill e la Pell City Manufacturing Company."

## Commissione ferroviaria
Comer era un sostenitore per la riforma della ferrovia. Gli uomini d'affari dell'Alabama si trovavano in una posizione di svantaggio quando competevano per le attività commerciali con società con sede in Georgia, a causa dei tassi di nolo più bassi dello Stato. Il Birmingham Commercial Club e il Birmingham Freight Bureau, organizzazioni in cui Comer ricopriva ruoli importanti, subivano una sorta di discriminazione tariffaria da parte delle ferrovie. Comer credeva che dare più potere alla Commissione Ferroviaria dello Stato era il modo migliore per porre fine alla discriminazione, anche per istituire tariffe più basse a un livello che permettesse alle aziende dell'Alabama di competere con quelle della Georgia. Ma il legislatore statale e i delegati alla Convenzione costituzionale del 1901 non rafforzarono il potere della Commissione.
Quando la Commissione delle Ferrovie non cambiò i tassi dopo due anni, Comer cambiò tattica onde ottenere direttamente un seggio nella commissione, che era stato recentemente convertito in un ufficio elettorale. Condusse quindi una campagna per limitare il potere delle ferrovie a favore della navigazione. Nel 1904, fu eletto presidente della commissione, ma si rese conto di avere ben presto poco potere a causa degli altri due commissari che si schierarono con le ferrovie. Durante i tre anni nel suo mandato come presidente, Comer concluse che poteva solo attuare la riforma della ferrovia diventando governatore.

## Campagna per il ruolo di governatore
L'interdizione dei neri nella costituzione del 1901 e l'emendamento del suffragio avevano ridotto il Partito Repubblicano come forza attiva nello Stato. Per più di 60 anni, fino a quando la legislazione federale sui diritti civili fu approvata per far valere i diritti costituzionali degli afroamericani a metà degli anni'60, l'Alabama sarebbe stato essenzialmente uno Stato monopartitico, con le elezioni vinte nelle primarie democratiche.
La campagna come governatore del 1906 nella primarie dei democratici viene considerata notevole perché il partito "lasciò cadere la parola 'conservatore' dal suo nome formale, dimostrando che era a suo agio con una piattaforma più progressista". Entrambi i candidati del partito erano progressisti su quasi ogni argomento. Tuttavia, poiché il Tenente Governatore Russell M. Cunningham di Birmingham non sostenne la riforma della ferrovia sui tassi, ottenne il sostegno dell'industria.
Comer fu criticato a causa della sua nota opposizione alle leggi sul lavoro minorile; dichiarò che dovevano essere le famiglie a decidere dei loro figli. Comer era un attivista e oratore migliore di Cunningham, e i suoi attacchi verbali alle ferrovie ebbero clamore tra i cittadini dell'Alabama, tanto che vinse le primarie con il 61 per cento dei voti e le elezioni di novembre con oltre l'85 per cento. Comer, che rappresentava l'elite degli uomini d'affari in ascesa, facilmente sconfisse Asa E. Stratton del Partito Repubblicano e J. N. Abbott del Partito Socialista d'America nel novembre 1906 alle elezioni. Il piano di Comer per attuare la riforma delle ferrovie, così come in altri settori come l'istruzione, apparve subito una forte possibilità quando i progressisti democratici favorevoli alla riforma costituirono una maggioranza nella legislatura di stato neoeletto.

## Amministrazione di Comer
Comer dedicò la maggior parte del suo discorso inaugurale alla questione della riforma della ferrovia e chiese al legislatore di approvare 20 leggi distinte per dare alla Commissione ferroviaria forte tasso di emissione e poteri di esecuzione. Il legislatore, che condivideva la stessa mentalità, approvò le sue riforme della ferrovia con poche modifiche. Con queste nuove leggi, Comer ottenne l'abbassamento dei tassi per consentire alle aziende dell'Alabama di competere meglio con le loro controparti negli stati vicini.
Le riforme di Comer per migliorare l'istruzione per i bianchi furono finanziate da aumenti delle entrate per lo Stato. Fu creato un Consiglio statale  "per uniformare la tassazione, equilibrando i valori immobiliari in tutto lo Stato e stabilendo imposte di franchising per le imprese". La rivalutazione dei valori immobiliari destò una certa preoccupazione nei grandi proprietari che videro aumentare le imposte sugli immobili. Ma i maggiori aumenti del gettito fiscale dello Stato non furono tenuti attraverso riforme fiscali (anche se questo probabilmente stabilizzò il gettito fiscale stesso), ma attraverso l aumento del reddito generato dal lavoro dei condannati affittati dallo Stato all' impresa privata.
L'amministrazione di Comer applicò gli aumenti della spesa per l'istruzione solo agli studenti bianchi. Comer diresse fondi per la costruzione di scuole bianche rurali e scuole superiori della contea (almeno una in ogni contea), aumentando gli stanziamenti concessi all'Università dell'Alabama, all'Alabama Polytechnic Institute di Auburn, alle nove scuole agricole, alle scuole normali e alla Girl's Technical School di Montevallo. Inoltre, lo Stato assunse il controllo della Alabama Boy’s Industrial. Le riforme di Comer influenzarono per un secolo il sistema educativo dello Stato.
Più del 25% delle entrate dello Stato nel 1910 derivava dall'utilizzo di detenuti afroamericani da parte di imprese private. Il giornalista Douglas Blackmon nota che Comer ottenne gli effettivi miglioramenti per i cittadini bianchi su fondi derivati dal lavoro degli schiavi afro-americani. Il livello dei curriculum fu innalzato per gli studenti bianchi, con conseguente aumento dell'alfabetizzazione, ma nel sistema segregativo, gli afroamericani non ottennero pari finanziamenti per il loro sistema educativo. Sotto il governo di Comer, il denaro speso per l'istruzione dei bambini neri pro capite era di un settimo rispetto a quello dei bambini bianchi. L'alfabetizzazione aumentò notevolmente per i bianchi, ma avanzò in maniera molto più lenta per i neri (nel 1920 il tasso era inferiore al 50% per gli afroamericani in Alabama).